# Salts als Jocs Europeus de 2015 – 10 metres plataforma femení
La prova de 10 metres plataforma es va disputar el dia 18 de juny al Bakú Aquatics Center.

## Resultats
La preliminar es va disputar a la 13:20 i la final a les 20:30 hora local(UTM +4).

   *   Classificat

   *   Reserva

| Posició | Saltador          | País          | Preliminar | Preliminar | Final  | Final   |
| Posició | Saltador          | País          | Punts      | Posició    | Punts  | Posició |
| ------- | ----------------- | ------------- | ---------- | ---------- | ------ | ------- |
| 1       | Lois Toulson      | Regne Unit    | 389.20     | 2          | 456.70 | 1       |
| 2       | Anna Chuinyshena  | Rússia        | 386.80     | 3          | 429.15 | 2       |
| 3       | Elena Wassen      | Alemanya      | 383.00     | 4          | 410.40 | 3       |
| 4       | Shanice Lobb      | Regne Unit    | 377.40     | 5          | 397.70 | 4       |
| 5       | Yulia Timoshinina | Rússia        | 409.60     | 1          | 363.40 | 5       |
| 6       | Fraenze Jahn      | Alemanya      | 341.05     | 7          | 356.70 | 6       |
| 7       | Vlada Tatsenko    | Ucraïna       | 338.85     | 9          | 343.15 | 7       |
| 8       | Anne Vilde Tuxen  | Noruega       | 333.10     | 10         | 333.15 | 8       |
| 9       | Ellen Ek          | Suècia        | 347.50     | 6          | 330.50 | 9       |
| 10      | Saija Paavola     | Finlàndia     | 340.70     | 8          | 323.25 | 10      |
| 11      | Olga Bikovskaya   | Azerbaidjan   | 323.30     | 11         | 305.75 | 11      |
| 12      | Ellen Sirkka      | Finlàndia     | 320.50     | 12         | 302.00 | 12      |
| 13      | Valeriia Liulko   | Ucraïna       | 315.00     | 13         |        |         |
| 14      | Krystsina Sheshka | Belarús       | 313.95     | 14         |        |         |
| 15      | Ioanna Cirjan     | Romania       | 301.85     | 15         |        |         |
| 16      | Dominika Mirowska | Polònia       | 297.60     | 16         |        |         |
| 17      | Tamar Sitchinava  | Geòrgia       | 295.40     | 17         |        |         |
| 18      | Kimberley Lee     | Països Baixos | 291.90     | 18         |        |         |
| 19      | Julie Synnoeve    | Noruega       | 290.15     | 19         |        |         |
| 20      | Maissam Naji      | França        | 285.60     | 20         |        |         |
| 21      | Ioana Pastiu      | Romania       | 279.80     | 21         |        |         |
| 22      | Noor Lanen        | Països Baixos | 276.85     | 22         |        |         |
| 23      | Anna Taciak       | Polònia       | 265.05     | 23         |        |         |
| 24      | Ines Hummel       | França        | 263.85     | 24         |        |         |